# Internationale Sunnitenkonferenz in Grosny
Die Internationale Sunnitenkonferenz in Grosny fand Ende August 2016 statt. In der tschetschenischen Hauptstadt Grosny trafen sunnitische Religionsgelehrte mit mehr als 100 führenden islamischen Theologen aus der ganzen Welt zusammen. Teilnehmer war auch Ahmed el-Tayeb, der Imam der Azhar-Moschee in Kairo.

## Das Ziel der Konferenz
Das Ziel der Konferenz sei gewesen, kompromisslos gegen den zunehmenden „Takfiri-Terrorismus“ vorzugehen, der weltweit Unheil anrichte. (Takfir bedeutet in der islamischen Theologie die Praxis, einen Muslim oder eine Gruppe von Muslimen der Apostasie zu bezichtigen, also zum Ungläubigen zu erklären.) Die versammelten sunnitischen Gelehrten, einschließlich des gegenwärtigen Großimams der Azhar-Universität in Kairo, Scheich Ahmed Mohamed el-Tayeb, hätten erklärt, dass diese Tafkiri-Terroristen, die lauthals verkünden würden, sie seien Sunniten, nicht zu den Ahl as-Sunna gehören würden (d. h. nicht zum sunnitischen Islam). Scheich Ahmed el-Tayeb habe vor den versammelten Gelehrten definiert, was mit den Ahl as-Sunnah gemeint sei. Er habe betont, dass zu den Ahl as-Sunna wa-l-Dschama’a die Aschariten und Maturiden gehörten, also die Anhänger von Abu Mansur al-Maturidis systematischer Theologie, die identisch sei mit Imam Abu al-Hasan al-Asch'aris Theologie. Scheich Ahmed el-Tayeb habe ferner betont, dass die Salafisten und Wahhabiten nicht zum Mainstream-Islam gehören würden. Dies sei wohl das erste Mal, dass ein so internationales Gremium von islamischen Gelehrten gemeinsam bekundet habe, dass der Salafismus und Wahhabismus, der Staatsislam und politische Ideologie Saudi-Arabiens, nicht zu den Ahl as-Sunna gehören würden.

## Abschlusserklärung der Konferenz
Die Abschlusserklärung der internationalen Ahl-Sunna-Konferenz in Grosny, hob zum ersten Mal unter Mitwirkung des Scheich der Azhar und anderer namhafter Gelehrter öffentlichkeitswirksam hervor, dass die Grundlagen der Ahl Sunna die beiden anerkannten Denkschulen der Glaubenslehre (die Maturidi-Schule und die Ascharitische Theologieschule), die vier sunnitischen Rechtsschulen (die Hanefiten, Malekiten, Schafeiten und Hanbaliten) und das Sufitum sind und dass die Wahhabis/Salafis – die all jenes ablehnen – aufgrund dessen nicht zur Ahl Sunna wa al-Dschama'a zu zählen sind.
Die Konferenz hatte sich die Frage der sunnitischen Identität zum Thema gemacht. Diese, schrieben die Teilnehmer in der Abschlusserklärung, gründe sich auf die Zugehörigkeit verschiedener sunnitischer Gruppen und Rechtsschulen. Die Verfasser nannten eine – sehr überschaubare – Zahl verschiedener Gruppen und Strömungen. „Andere Gruppen sind in der sunnitischen Gemeinschaft nicht enthalten“, so die Abschlusserklärung. Das war ein unübersehbarer Affront gegen die Wahhabiten, die die Religionsgelehrten ausdrücklich nicht in ihre Liste aufgenommen hatten und damit auch gegen Saudi-Arabien, wo der Wahhabismus Staatsreligion ist. Das saudische Königreich, das sich selbst als sunnitische Führungsmacht versteht, musste dies als herbe Provokation empfinden.